# Michiel van Maanen
Michiel van Maanen (1952) was van 15 januari 2007 tot 11 februari 2010 inspecteur-generaal der Krijgsmacht als opvolger van luitenant-generaal Ad van Baal.
Michiel van Maanen begon zijn loopbaan in 1969 als adelborst voor de zeedienst. In 1985 studeerde hij af aan het Royal Military College of Science in het Engelse Shrivenham. In 1988 volgde hij de Hogere Krijgskundige Vorming (HKV) en in 1999 de Leergang Topmanagement Defensie. Als kapitein-ter-Zee voerde Van Maanen onder meer het commando over de fregatten Hr.Ms. Kortenaer en Hr.Ms. Tromp.
In januari 2004 kreeg Van Maanen, inmiddels schout-bij-nacht, de taak om als transitiemanager een "Defensie Materieel Organisatie" op te zetten. Dit was een omvangrijke reorganisatie van de tot op dat moment los van elkaar werkende depots van Landmacht, Luchtmacht, Marechaussee en Marine. Ook de materieeldirecties van de krijgsmachtdelen zijn door Van Maanen samengevoegd.
Als inspecteur-generaal der Krijgsmacht adviseerde admiraal Van Maanen de minister van Defensie en was hij tevens inspecteur der Veteranen.
Van Maanen is in februari 2010 met functioneel leeftijdsontslag gegaan. Hij is opgevolgd door luitenant-generaal der Cavalerie Lex Oostendorp.

## Onderscheidingen
- Officier in de Orde van Oranje-Nassau met de zwaarden
- Ereteken voor Verdienste in goud
- Herinneringsmedaille Multinationale Vredesoperaties (voormalig Joegoslavië)
- Onderscheidingsteken voor Langdurige Dienst als officier
- Marinemedaille
- Kruis voor betoonde marsvaardigheid
- Kruis van de Koninklijke Vereniging van Nederlandse Reserve-Officieren voor de Militaire Prestatietocht
- NAVO-medaille (voormalig Joegoslavië)